# Абдула бин Халифа ал-Тани
Абдула бин Халифа ал Тани (عبد الله بن خليفة آل ثاني) е роден на 11 февруари 1959 г. в Доха. Той е министър-председател на Катар от 29 октомври 1996 г. до 3 април 2007 г. Служил е и като съветник на емира и често го е представлявал на церемонии и приеми.

## Ранен живот
Абдула бин Халифа ал Тани е най-големият син на осмия емир на Катар, Халифа бин Хамад Ал Тани и неговата трета жена, Шейха Руда бинт Джасим бин Джабер Ал Тани. Шейх Абдула е по-младият полубрат на Хамад бин Халифа Ал Тани, бивш емир на Катар.
Шейх Абдула завършва гимназия в Катар през 1975 г. Той завършва Кралската военна академия Сандхърст през декември 1976 г.

## Кариера
След дипломирането си Шейх Абдула се присъединява към въоръжените сили на Катар и в кариерата си заема различни командни длъжности, а през 1989 г. е назначен за помощник-началник на Генералния щаб на катарската армия с ранг подполковник. През 1979 г. Абдула е назначен за началник на Катарския олимпийски комитет и остава на поста до 1989 г.
На 17 юли 1989 г. той е назначен за министър на вътрешните работи. На 11 юли 1995 г. приема и длъжността вицепремиер. На 29 октомври 1996 г. е назначен на поста министър-председател, като до 2 януари 2001 г. продължава да изпълнява и длъжността вътрешен министър. Абдула подава оставка на 3 април 2007 г. и е заменен на премиерския пост от външния министър Хамад бин Джасем бин Джабер Ал Тани.

## Личен живот
Абдула има шест сина: Хамад, Сухайм, Тамим, Фахад, Мохамед и Халифа. Той говори английски и френски.
Абдула притежава няколко състезателни коне и до 2012 г. е спечелил 2 070 043 евро от състезателни награди.